# Hydroélectricité en Chine

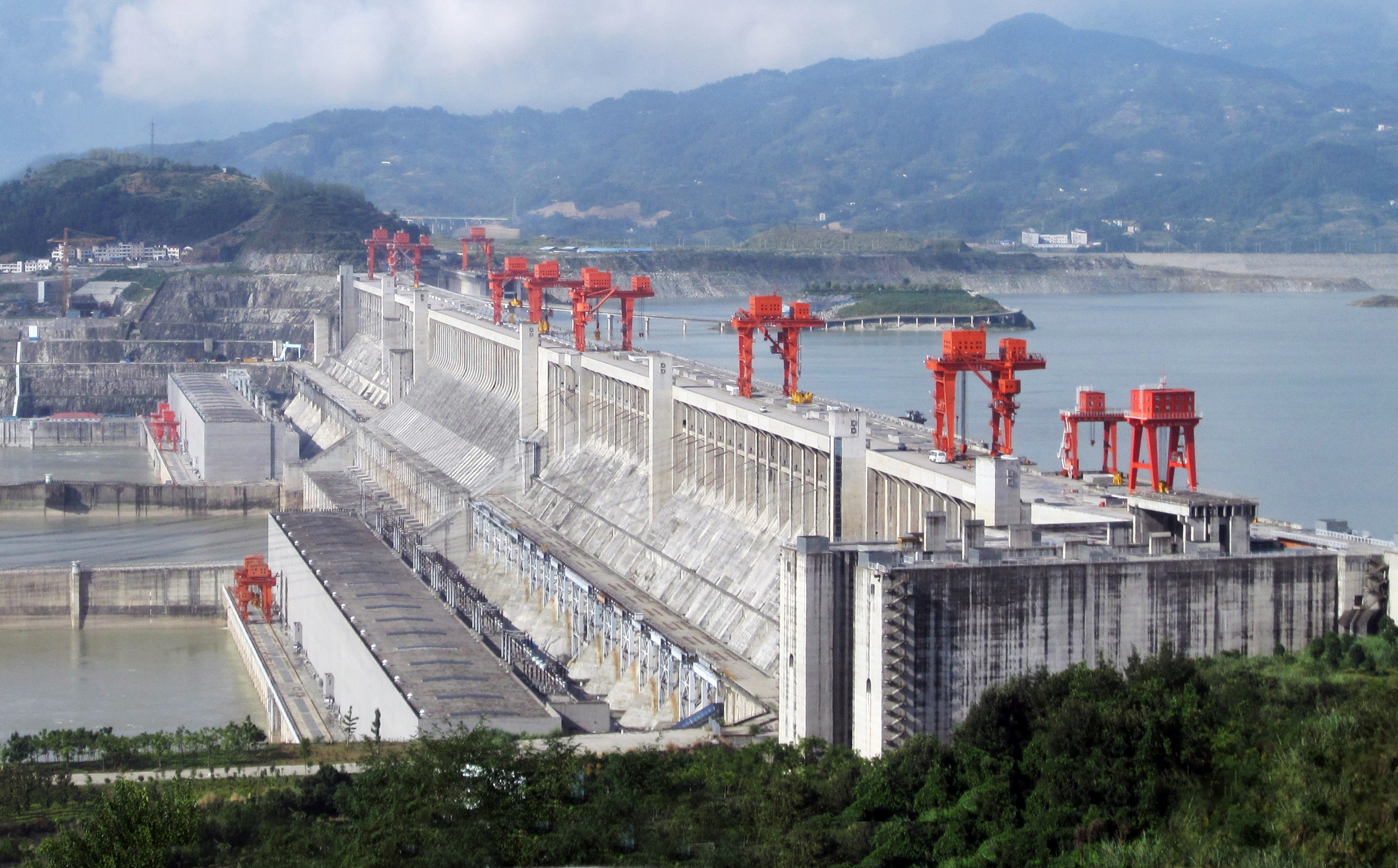
Barrage des Trois-Gorges.

L'hydroélectricité en Chine se situe en 2024 au 1er rang mondial aussi bien pour sa puissance installée (30,2 % du total mondial) que pour sa production (31,1 %). Elle fournissait 15,0 % de la production d'électricité du pays en 2022 et 13,4 % en 2024. La Chine est aussi au 1er rang mondial en 2024 pour la puissance de ses centrales de pompage-turbinage avec 31 % du total mondial.
La centrale du barrage des Trois-Gorges est la plus puissante du monde, suivie par la centrale de Baihetan, mise en service en 2022, et sur les 34 barrages de plus de 3 000 MW en 2020, 13 étaient en Chine. Les objectifs du gouvernement sont de porter la capacité hydroélectrique à 510 GW en 2050 contre 436 GW fin 2024 et la capacité de pompage-turbinage à 120 GW en 2030 contre 58,7 GW en 2024.
La plupart des barrages hydroélectriques se trouvent au centre et au sud-ouest de la Chine, surtout dans les provinces de Sichuan et Yunnan. Des milliers de kilomètres de lignes de transport à haute tension ouest-est ont été construites pour relier ces capacités aux régions côtières énergivores.

## Histoire

### Premiers barrages (1912-1949)
L'équipement de la Chine en barrages hydroélectriques débute en 1912. La première centrale hydroélectrique chinoise, Shilongba, commence à produire de l'électricité dans le Kunming le 30 octobre 1911. La puissance coloniale française avait proposé de construire ce barrage, mais l'administration du Yunnan repousse cette demande dans l'espoir de mener la construction. Ne disposant pas de suffisamment de fonds, celle-ci fait appel à un financement privé pour acheter les équipements et payer les techniciens allemands. La capacité installée est de 240 kW. Jusqu'en 1949, la guerre civile et le conflit avec le Japon ainsi que le nombre réduit d'experts techniques et le faible budget disponible freinent la réalisation de ces ouvrages. À la fin de cette période, la capacité totale des barrages construits par le gouvernement chinois atteint tout juste 10 MW. Les seuls barrages d'une taille significative sont construits par l'occupant japonais dans le nord-est de la Chine et dans le Hainan et cumulent une capacité de 900 MW. Les deux seuls barrages de grande taille sont le barrage de Shuifeng sur la rivière Yalu et le barrage de Fengman sur la rivière Songhua. Pour construire ces deux ouvrages qui totalisent 614 MW, les Japonais emploient des dizaines de milliers de Chinois qui sont maltraités. Le chantier du barrage de Fengman fait des milliers de morts qui décèdent d'épuisement, dans des accidents ou à la suite de mauvais traitements. À l'époque, l'électricité est produite essentiellement pour répondre aux besoins des forces militaires ou des usines. Les civils n'en profitent pas.

### Les débuts du régime communiste: priorité à l'irrigation (1948-1968)
Après la victoire du parti communiste chinois sur le Kuomintang en 1949, les nombreux combats ayant endommagé les installations, la capacité opérationnelle des barrages chinois est de 580 MW. Dans le cadre de sa politique du Grand Bond en avant (1958-1961), les responsables communistes dirigés par Mao Tse Tung collectivisent les terres et abolissent la propriété privée. Entre 1964 et 1971 un programme d'investissement massif, baptisé Troisième Front, est mené pour développer les régions reculées du sud-ouest et de l'ouest de la Chine. Entre 1966 et 1976 Mao Tse Tung déclenche la révolution culturelle dont l'objectif est d'abolir le capitalisme et de supprimer les traditions culturelles jugées archaïques tout en imposant une stricte orthodoxie communiste. Tous ces mouvements transforment le pays en faisant de nombreuses victimes avec un succès économique mitigé. Durant cette période agitée la priorité est donnée à l'irrigation et au contrôle des crues par rapport à la production d'électricité. Il s'agit de produire suffisamment de nourriture pour faire face à la forte croissance de la population qui atteint 583 millions d'habitants en 1953. Plusieurs dizaines de milliers de  barrages de petite et moyenne tailles sont construits par des groupes de paysans dotés de moyens et de connaissances techniques limitées. Ces barrages ne produisent pas d'électricité. Le pays disposant de grandes mines de charbon, celui-ci est utilisé pour produire la quantité d'énergie relativement réduite nécessaire pour répondre aux besoins. La construction du barrage de Sanmenxia (1957-1960) sur le fleuve Jaune d'une capacité de 400 MW illustre le caractère essentiellement politique de ces grands ouvrages à cette époque. Malgré l'opposition de nombreux hydrologues chinois, le barrage est construit  notamment pour prouver la capacité des nouveaux dirigeants à remplir des objectifs jusque là jugé inatteignables (rendre claires les eaux du Fleuve Jaune) et produire de l'électricité, symbole du communisme, dont le pays n'a  pas vraiment besoin. Peu après son inauguration, l'accumulation de sédiments entraine des inondations en amont et impose le déplacement de un million de personnes en plus des 400 000 déjà déplacées à la construction. Malgré des travaux réalisés pour corriger ces problèmes, l'ouvrage continue d'avoir un impact négatif par la suite.

### Montée en puissance de la production d'énergie hydroélectrique (1968-1980)
Entre 1968 et 1980, malgré l'agitation politique ambiante, plusieurs grands barrages sont construits et la capacité installé passe à 20 138 MW en 1980. En 1977, 56 000 centrales hydroélectriques de petite et moyenne taille ont été construites. Les plus grands barrages sont réalisés avec l'assistance technique de l'Union soviétique. Parmi ceux-ci, figurent le barrage de Zhexi sur le fleuve Zi en 1962 (947 MW), le barrage de Danjiangkou sur le fleuve Han en 1973 (900 MW) et le  barrage de Wujiangdu sur le fleuve Wu en 1979.

### Ouverture du pays et libéralisation de l'économie (1980-2000)
À compter des années 1980, à la suite de la mort de Mao Tse Tung, les dirigeants chinois optent pour une politique d'ouverture et de privatisation partielle. La Banque mondiale et la banque pour le développement en Asie ainsi que des gouvernements étrangers consentent des prêts qui permettent de lancer des projets de centrales hydroélectriques ambitieux. La puissance installée passe de 20 318 MW en 1980 à 77 085 MW en 2000, faisant de la Chine le deuxième pays dans le monde pour la production d'énergie d'origine hydroélectrique. L'électricité est pourtant essentiellement produite par des centrales thermiques utilisant du charbon dont la capacité augmente entre 1980 et 1990 de 72 %.
La barrage de Gezhouba construit sur le cours moyen du Yangzi en 1988 est le premier ouvrage de grande taille (2 715 MW) réalisé sur ce fleuve. La construction du barrage des Trois-Gorges, situé en aval de Gezhouba à la limite de la région montagneuse du cours supérieur du Yangzi et de la plaine du moyen Yangzi, doit établir un nouveau record mondial en matière de puissance installée (22 500 MW). Sa construction est lancée en 1993 malgré une opposition domestique et internationale qui souligne les répercussions du projet : le déplacement de 1,3 million de personnes, la disparition de terres agricoles fertiles, l'engloutissement de nombreux sites historiques et l'impact écologique. Les partisans mettent en avant la prévention des crues, l'amélioration de la navigabilité, la production de l'électricité et le rôle symbolique d'un projet qui démontre les nouvelles capacités de la Chine. L'opposition intérieure qui ne dépasse pas le cercle des hydrologues en Chine, est muselée. Toutefois à la fin des années 1990, plusieurs événements et catastrophes mettant en évidence les atteintes écologiques produites par une croissance débridée (crue de 1998 du Yangzi, tempêtes de sable à Pékin, etc.) entrainent une certaine sensibilisation de la société civile.

### Décentralisation (2000-)
La décentralisation de l'État, les réformes économiques (ouverture aux investissements étrangers, économie de marché) entrainent une croissance annuelle de plus de 10 % sur la période 1990-2004. Pour faire face à la croissance de la consommation et décarboniser sa production d'énergie, les dirigeants chinois lancent un plan ambitieux de construction de centrales hydroélectriques qui prévoit de disposer d'une capacité de  270 GW en 2015 et de 330 GW en 2020. Les ingénieurs maitrisent désormais la technologie et il n'est plus nécessaire d'importer les équipements qui sont produits localement. De plus la Chine peut autofinancer ses projets. La construction des barrages est alors réalisée à un rythme étonnamment rapide. Celle-ci est confiée à cinq sociétés contrôlées par l'État chinois.  Au cours des décennies 2000 et 2010 le Yangzi et ses affluents sont équipés d'un très grand nombre de barrages qui contribuent à faire de la Chine à compter de 2010 le plus grand producteur mondial d'énergie hydroélectrique. La puissance totale installée sur le bassin versant du Yangzi dépasse  fin 2019 les 111 000 MW et ceux-ci produisent annuellement plus de 500 TWh/an. Plusieurs grands barrages ajoutant une capacité de 30 000 MW doivent être inaugurés en 2020/2021.

### Les petites centrales hydroélectriques
Les petites centrales hydroélectriques (PCH), dont la puissance est inférieure à 10 mégawatts, ont vu le jour en Chine dans les années 1910, mais leur développement a vraiment commencé plus tard, dans les années 1950. Elles représentent en 2007 environ 29,7 % du potentiel hydraulique total du pays, mais leur rôle a évolué selon les époques. Avant les années 1980, il s'agit plutôt de fournir de l’électricité pour l’éclairage dans les zones rurales, qui ont connu de graves pénuries d’électricité, mais aussi la transformation des produits agricoles et l’irrigation.
Dans les années 1980 et 1990, les PCH ont été encouragées à offrir un approvisionnement en électricité aux entreprises communales, afin de dynamiser le développement économique rural  et aider les agriculteurs à augmenter leurs revenus. En 1983, l’électrification primaire rurale par l’hydraulique a été planifiée dans 600 districts avant l’an 2000. Par ailleurs, le gouvernement chinois a investi 2,13 milliards d’euros dans le programme engagé en 1988 pour la modernisation des réseaux ruraux. Au XXIe siècle, les PCH se sont vu assigner un rôle de réduction de la pauvreté et de promotion du développement durable, malgré les inconvénient de leur création pour les écosystèmes. Le gouvernement chinois a lancé en 2002 le programme « apporter l’électricité aux communes », en particulier les 1 061 communes (plus de trente millions de personnes) qui n’y avaient pas encore accès à la fin de 2001. En 2002 et 2003, environ cinq milliards de yuans (500 millions d’euros) d’investissements publics ont été injectés pour électrifier ces communes en conjuguant l’éolien, le solaire photovoltaïque et la petite hydraulique. La consommation chinoise totale de bois de chauffage se situant aux alentours de 228 millions de mètres cubes en 2001, un des objectifs était de le remplacer peu à peu par l’électricité.

## Potentiel hydroélectrique
La Chine a de loin le potentiel hydroélectrique le plus élevé au monde. Son potentiel techniquement exploitable est estimé à 2 474 TWh/an, soit 15 % du total mondial, et son potentiel économiquement exploitable à 1 753 TWh/an, soit 2,55 fois la production de 2011.

## Production hydroélectrique

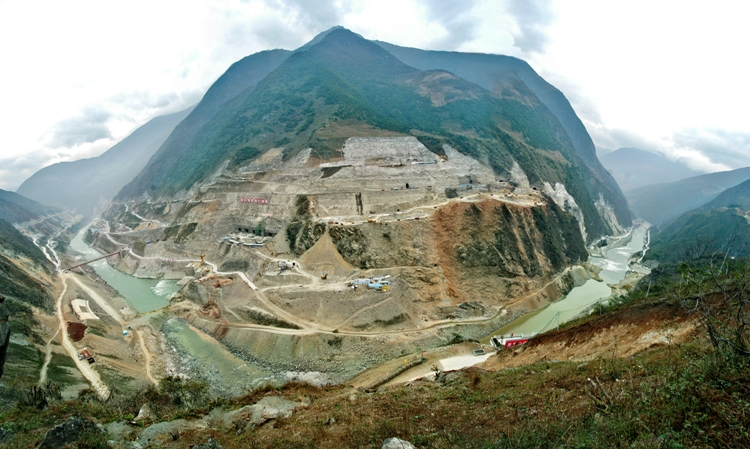
Chantier du barrage de Pubugou sur le Dadu, affluent du Yangzi Jiang, en 2005

L'Association internationale de l'hydroélectricité (IHA) estime la production hydroélectrique de la Chine à 1 424 TWh en 2024, soit 31,1 % de la production mondiale, au 1er rang mondial, à 1 141 TWh en 2023, soit 27,2 % de la production mondiale, au 1er rang mondial et à 1 354 TWh en 2022, soit 30,7 % de la production mondiale.
L'Energy Institute estime la production hydroélectrique de la Chine à 1 354,3 TWh en 2024, soit 30,4 % de la production mondiale, au 1er rang mondial, en hausse de 10,2 % en 2024 grâce à des précipitations plus abondantes, et de 27,8 % en dix ans. Sa part dans la production d'électricité du pays est de 13,4 % en 2024 (13,0 % en 2023, 14,7 % en 2022).
En 2022, la production hydroélectrique s'est élevée à 1 352 TWh, soit 15,0 % de la production d'électricité du pays.
| Année | Production (GWh) | Part prod. élec. (%) |
| 1990  | 126 720          | 20,4                 |
| 1995  | 190 577          | 18,9                 |
| 2000  | 222 414          | 16,4                 |
| 2005  | 397 017          | 15,9                 |
| 2010  | 722 172          | 17,2                 |
| 2015  | 1 130 270        | 19,3                 |
| 2016  | 1 184 048        | 19,0                 |
| 2017  | 1 197 865        | 17,7                 |
| 2018  | 1 231 787        | 17,2                 |
| 2019  | 1 304 438        | 17,3                 |
| 2020  | 1 355 210        | 17,4                 |
| 2021  | 1 339 000        | 15,5                 |
| 2022  | 1 352 196        | 15,0                 |
| 2023  | 1 226 000        | 13,0                 |
| 2024  | 1 354 300        | 13,4                 |

En 2020, la production chinoise se classait au 1er rang mondial avec 31 % de la production hydroélectrique mondiale.
Elle était de 1 302 TWh en 2019, soit 30,2 % de la production mondiale.
Elle s'élevait à 1 232,9 TWh en 2018, au 1er rang mondial avec 29,4 % de la production mondiale.
Le gouvernement a lancé le « Plan d'action 2018-2020 pour la consommation d'énergie propre » dont l'objectif est d'éliminer les écrêtements d'électricité renouvelable (énergie perdue lorsque la production excède la demande ou ne peut pas être acheminée vers les consommateurs), qui ont atteint 33,2 TWh d'éolien et solaire et 69,1 TWh d'hydroélectricité. Par ailleurs, la Chine met progressivement en place des marchés spot, qui ont l'avantage de donner la priorité aux énergies renouvelables : huit provinces et régions préparent ces marchés pour 2019. Un système de certificats d'énergies renouvelables est en préparation, dont les principaux consommateurs d'électricité se verront imposer l'achat de quotas minimaux.
En 2017, la production hydroélectrique s'élevait à 1 180,7 TWh, au 1er rang mondial avec 28,8 % de la production mondiale ; en 2015, elle avait déjà progressé de 5 % (alors que celle des centrales à combustibles fossiles reculait de 3 %), faisant passer sa part dans la production d'électricité du pays à 20 % contre 17,3 % en 2014 et 16,9 % en 2013.
Elle avait fortement progressé (+23,2 %) en 2012 à 823,3 TWh (premier rang mondial) après avoir légèrement diminué en 2011 ; cette augmentation spectaculaire s'expliquait par des précipitations supérieures à la moyenne, mais aussi par la mise en service progressive de nouveaux barrages, en particulier le barrage des Trois-Gorges qui a atteint sa pleine puissance depuis juillet 2012 ; l'hydroélectricité a produit 16,7 % de l'électricité du pays en 2012.

## Puissance installée

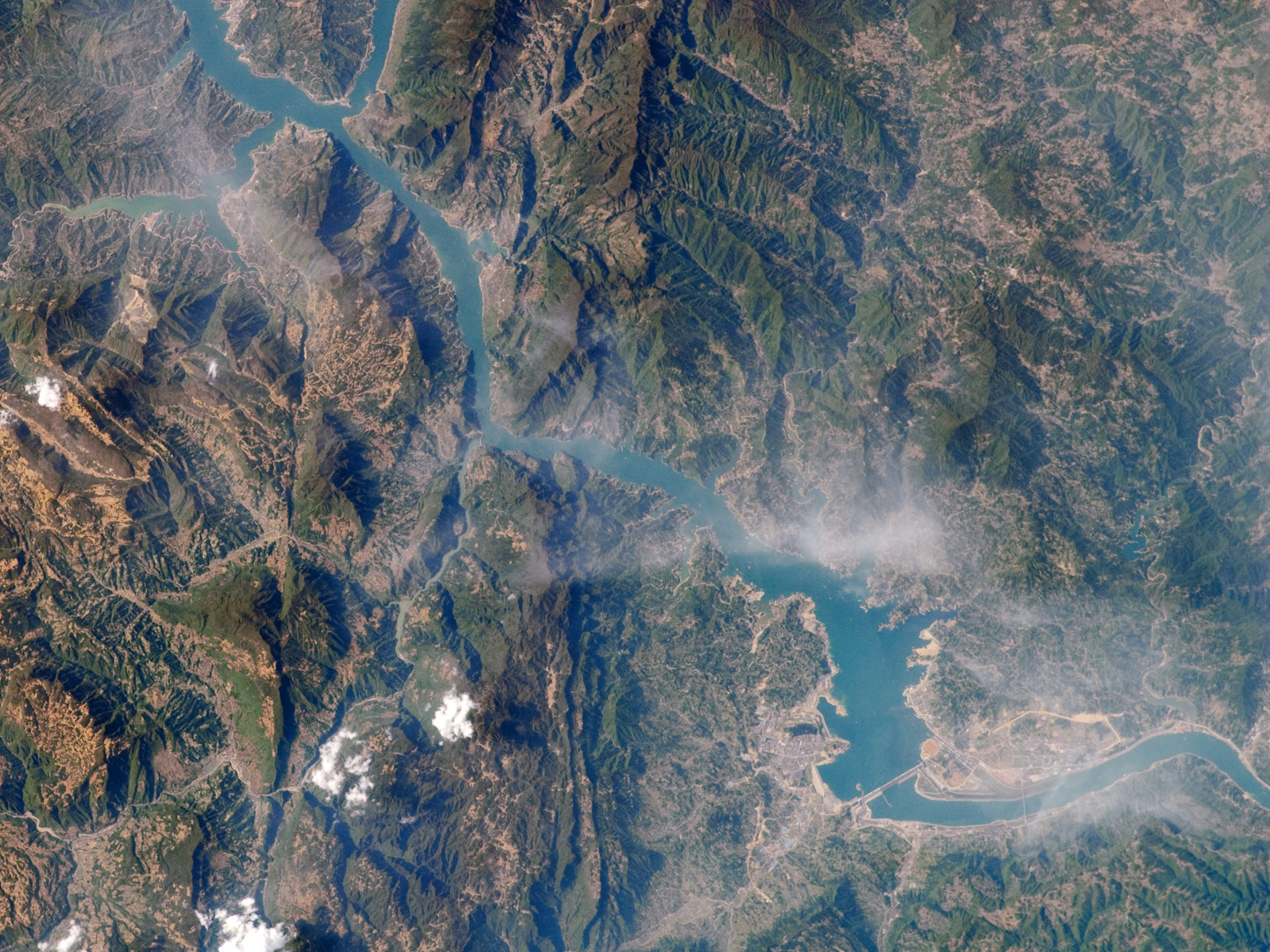
Réservoir des Trois-Gorges, vue aérienne, 2011.

La puissance installée des centrales hydroélectriques en Chine totalisait 435,95 GW fin 2024, soit 30,2 % du total mondial, dont 58,69 GW de centrales de pompage-turbinage. La Chine a été en 2024 le 1er marché mondial, avec 14,41 GW de nouvelles installations (dont 7,75 GW de pompage-turbinage), soit 58,6 % des 24,6 GW mis en service dans le monde. La centrale de Yangqu (1 200 MW, dans la province de Qinghai, mise en service en 2024, fait partie d'une cascade de centrales sur le Fleuve Jaune ; sa production prévue est de 4,7 TWh/an. Le 13ème plan quinquennal pour le secteur électrique prévoit d'ajouter 60 GW de centrales conventionnelles.
La Chine disposait de 421,54 GW fin 2023, soit 29,8 % du total mondial, dont 50,94 GW de centrales de pompage-turbinage. La Chine a été en 2023 le 1er marché mondial, avec 6,75 GW de nouvelles capacités (dont 6,2 GW de pompage-turbinage), soit 50 % des 13,7 GW mis en service dans le monde.
La Chine disposait de 414,81 GW fin 2022, soit 29,7 % du total mondial, dont 44,74 GW de centrales de pompage-turbinage. La Chine a été en 2022 le 1er marché mondial, avec 23,81 GW de nouvelles capacités, soit 70 % des 34 GW mis en service dans le monde. Le principal projet achevé en 2022 est la centrale de Baihetan, la seconde plus puissante au monde, achevée en décembre. Yalong Hydropower construit un parc solaire flottant de 1 GWc connecté à la centrale de Lianghekou (3 GW), sur la rivière Yalong, ce qui constituera le plus grand complexe hybride photovoltaïque-hydroélectrique au monde.
La Chine disposait de 391 GW fin 2021, soit 28,7 % du total mondial, dont 36 GW de centrales de pompage-turbinage. La Chine a été en 2021 le 1er marché mondial, avec 20,84 GW de nouvelles capacités, soit 80 % des 26 GW mis en service dans le monde, et près de 2 GW supplémentaires sont entrés en service au cours des deux premiers mois de 2022. Les principaux projets achevés en 2021 sont les 3 premiers groupes (8 GW) de la centrale de Baihetan, la seconde plus puissante au monde (16 GW, 62 000 GWh/an), ainsi que les deux premiers groupes (600 MW) de la centrale de pompage-turbinage de Fengning.
La Chine disposait de 370,2 GW fin 2020, soit 27,8 % du total mondial, dont 31,49 GW de centrales de pompage-turbinage. La Chine a été en 2020 le 1er marché mondial, avec 13,76 GW de nouvelles capacités, soit près des deux tiers des 21 GW mis en service dans le monde. Les principaux projets achevés en 2020 sont celui de Wudongde, dont 8 des 12 turbines ont été mises en service, ajoutant 6 800 MW au parc chinois, les 4 turbines restantes étant attendues pour juillet 2021. Les 4 premières unités (1 200 MW) de la centrale de pompage-turbinage de Jixi ont également été connectées, ainsi que la centrale de Jiangpinghe (450 MW).
Fin 2019, la puissance installée totalisait 356,4 GW soit 27,2 % du total mondial, dont 30,29 GW de centrales de pompage-turbinage. La Chine a été en 2019 le 2e marché mondial après le Brésil, avec 4,17 GW de nouvelles capacités sur un total mondial de 15,6 GW. En 2019, les centrales de Wunonglong (990 MW) et de Dahuaqiao (920 MW) ont été mises en service, ainsi que 300 MW de pompage-turbinage. Les principaux projets en construction sont ceux de Wudongde (10 200 MW) et de Baihetan (16 000 MW), dont les mises en service sont prévues pour 2021 et 2022. Cependant, la ligne haute tension qui doit évacuer la production de Baihetan, dont la construction devait initialement commencer en 2019, n'a pas encore été approuvée.
La puissance installée s'élevait à 352,26 GW fin 2018, soit 27,3 % du total mondial, dont 29,99 GW de centrales de pompage-turbinage. La Chine a continué à dominer le marché mondial avec 8,54 GW de nouvelles capacités en 2018 sur un total mondial de 21,8 GW.
Parmi les mises en service de 2018, les plus notables (hors pompage-turbinage) sont celles des centrales de Huangdeng (1 900 MW), Sha Ping II (348 MW), Dahuaqiao (920 MW) et Li Di (420 MW).
En 2017, l'Agence internationale de l’énergie classait la Chine au 1er rang mondial avec 344 GW, soit 27,1 % de la puissance hydroélectrique installée mondiale, loin devant les États-Unis, deuxième avec 103 GW.
Les mises en service les plus notables de 2017 sont Changheba (2 600 MW), Houziyan (1 700 MW) et Miaowei (700 MW) ; China Three Gorges Corporation a annoncé en août 2017 le lancement de la construction de la centrale de Baihetan, sur le cours inférieur de la Jinsha, sur la frontière entre le Sichuan et le Yunnan, qui sera, à sa mise en service en 2023, la deuxième plus puissante centrale du monde avec 16 GW, derrière la centrale des Trois Gorges.
En 2016, la Chine a dominé le marché mondial avec 11,7 GW de nouvelles capacités en 2016 sur un total mondial de 31,5 GW ; sur les 6,4 GW de centrales de pompage-turbinage mises en service dans le monde en 2016, 3,7 GW l'ont été en Chine.
2015 était la dixième année consécutive où la Chine installait plus de nouvelles capacités hydroélectriques que le reste du monde. Les 19,37 GW installées en 2015 incluent 1,23 GW de pompage-turbinage. La Chine a largement dépassé l'objectif de son 12e plan quinquennal pour la puissance hydroélectrique totale, mais est en retard pour celle du pompage-turbinage : 23,06 GW contre un objectif de 41 GW.
En 2010, le gouvernement chinois fixait dans son 12e plan quinquennal un objectif d'accroissement d'ici 2015 de sa capacité hydroélectrique à 284 GW et de sa capacité de pompage-turbinage à 41 GW. À la fin de 2014, cet objectif est déjà presque atteint avec un an d'avance : la capacité hydroélectrique totalisait 280 GW après la mise en service de 21 250 MW en 2014, et 21,8 GW de capacité de pompage-turbinage après l’ajout de 600 MW. En janvier 2015, la Chine a annoncé de nouveaux objectifs : 350 GW d’hydroélectricité et 70 GW de pompage-turbinage d’ici 2020, et 510 GW d’hydroélectricité et 150 GW de pompage-turbinage d’ici 2050.

## Principales centrales hydroélectriques

### Centrales conventionnelles
Dans la liste des plus grands barrages hydroélectriques du monde, sur les 34 barrages de plus de 3 000 MW en 2020, 13 étaient en Chine :
| Nom                      | Cours d'eau                        | Province       | Mise en service | Capacité (MW) |
| Barrage des Trois-Gorges | Yangzi Jiang                       | Hubei          | 2008 / 2012     | 22 500        |
| Barrage de Baihetan      | Jinsha                             | Yunnan         | 2022            | 16 000        |
| Barrage de Xiluodu       | Jinsha, affluent du Yangzi Jiang   | Yunnan         | 2013 / 2014     | 13 860        |
| Barrage de Wudongde      | Jinsha                             | Yunnan         | 2021            | 10 200        |
| barrage de Xiangjiaba    | Jinsha                             | Yunnan         | 2015            | 6 400         |
| Barrage de Longtan       | Hongshui                           | Guangxi        | 2009            | 6 300         |
| Barrage de Nuozhadu      | Mékong                             | Yunnan         | 2015            | 5 850         |
| Barrage de Jinping II    | Yalong                             | Sichuan        | 2014            | 4 800         |
| Barrage de Laxiwa        | fleuve Jaune                       | Qinghai        | 2010            | 4 200         |
| Barrage de Xiaowan       | Mékong                             | Yunnan         | 2010            | 4 200         |
| Barrage de Jinping I     | Yalong                             | Sichuan        | 2014            | 3 600         |
| Barrage d'Ertan          | Yalong                             | Sichuan        | 1999            | 3 300         |
| Barrage de Pubugou       | Dadu                               | Sichuan        | 2010            | 3 300         |
| Barrage de Goupitan      | Wu Jiang, affluent du Yangzi Jiang | Guizhou        | 2009            | 3 000         |
| Barrage de Guanyinyan    | Jinsha                             | Yunnan/Sichuan | 2016            | 3 000         |
| Barrage de Lianghekou    | Yalong                             | Sichuan        | 2021            | 3 000         |

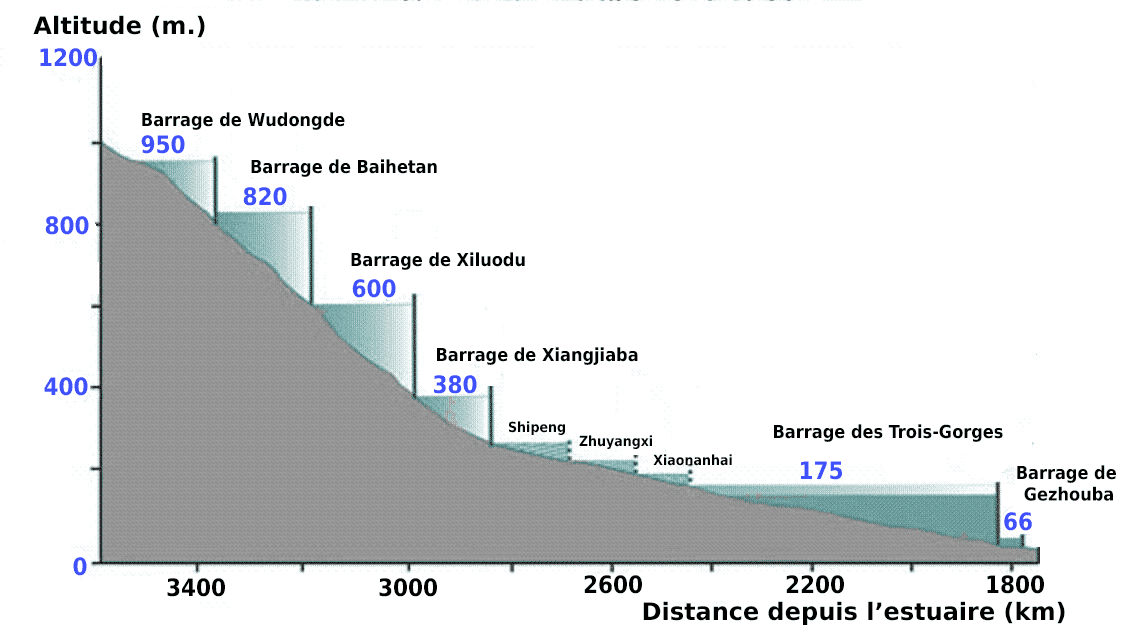
Profil longitudinal de la partie amont du Yangzi Jiang, avec la cascade des barrages existants et prévus en 2009. En abscisse : distance à l'embouchure ; en ordonnées : altitude des plans d'eau.

La plupart de ces grands barrages exploitent les eaux du Yangzi Jiang et de ses affluents, en particulier le Jinsha et le Yalong. Quelques-uns sont sur le cours supérieur du Mékong.
Le barrage des Trois-Gorges, dont la mise en service s'est achevée en juillet 2012, produira en moyenne 84,7 TWh/an. Le gouvernement prévoit d'atteindre 325 GW à la fin 2015, malgré des retards résultant de problèmes environnementaux et de déplacements de population.
La plupart des barrages électrogènes se trouvent au centre et au sud-ouest de la Chine, surtout dans les provinces de Sichuan et Yunnan, dont les deux tiers de la capacité hydroélectrique sont inexploités. Le projet de transmission ouest-est vise à relier cette capacité aux régions côtières énergivores.
Le premier ministre chinois, Li Qiang, inaugure le 19 juillet 2025 le chantier, annoncé en 2020 et faisant partie du 14e plan quinquennal de la République populaire de Chine, du barrage de Medog, qu'il qualifie de « projet du siècle », constitué d'un barrage et de 5 centrales hydroélectriques installées sur le fleuve Yarlung Tsangpo. Ce projet d'une puissance de 60 GW est près de trois fois plus puissant que le barrage des Trois-Gorges, et devrait produire 300 milliards de kWh par an, soit autant que la totalité de l’électricité fournie par le parc nucléaire français en 2023

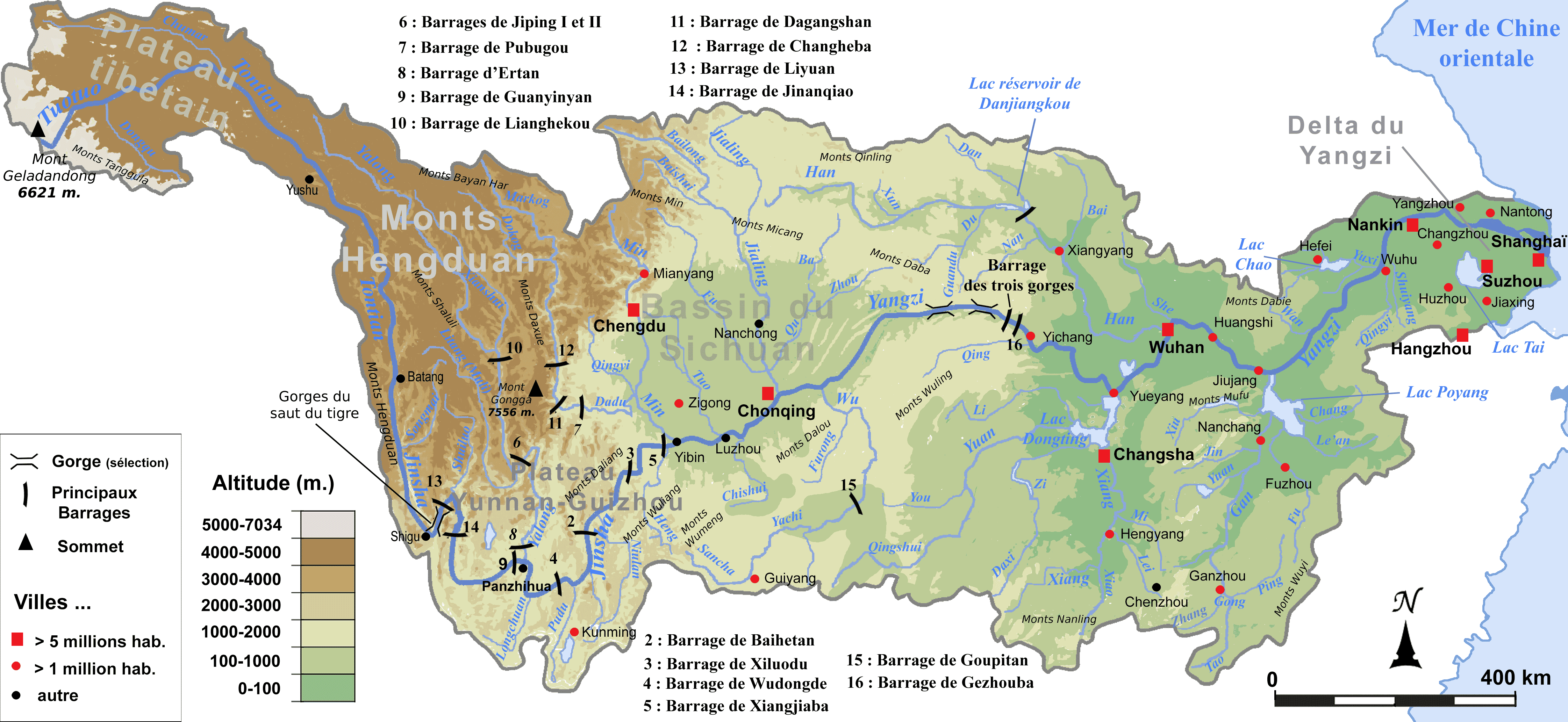
Implantation des barrages hydroélectriques de plus de 2000 MW sur le bassin fluvial du Yangzi.

### Centrales de pompage-turbinage

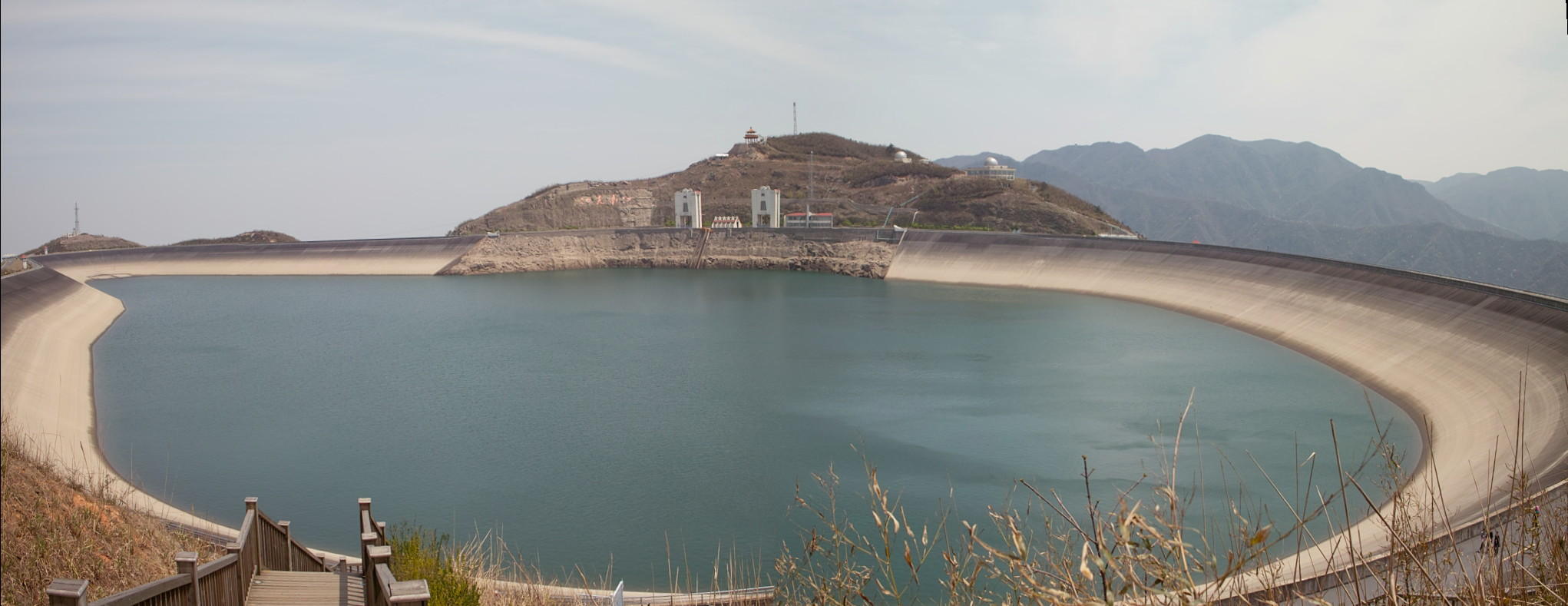
Réservoir supérieur de la centrale de Tianhuangping.

La puissance installée des centrales de pompage-turbinage de la Chine atteint 58 690 MW fin 2024, soit 31 % du total mondial, au 1er rang mondial devant le Japon (27 470 MW ; 14,5 %) et les États-Unis (22 266 MW ; 11,8 %). Les nouvelles installations de 2024 ont atteint 7,75 GW, soit 92 % du marché mondial. La centrale de Fengning (3 600 MW), dans la province du Hebei, mise en service en 2024 par State Grid Xinyuan, est la plus puissante du monde. China Three Gorges Corporation (CTG) a mis en service en 2024 la centrale de Changlongshan (2 100 MW), la plus puissante centrale de pompage-turbinage de la Chine de l'Est, celle qui a la plus grande hauteur de chute et les groupes réversibles les plus puissants. CTG a 11 projets en cous de construction pour un total de 16 GW. La centrale de Tiantai, en construction depuis mai 2022 dans la province de Zhejiang, aura une hauteur de chute de 724 m. Au niveau national, plus de 200 projets de pompage-turbinage sont en développement.
La puissance installée des centrales de pompage-turbinage de la Chine atteint 50 940 MW fin 2023, soit 28,4 % du total mondial, au 1er rang mondial devant le Japon (27 470 MW ; 15,3 %) et les États-Unis (22 170 MW ; 12,4 %). Les nouvelles installations de 2023 ont atteint plus de 6,2 GW, soit 95 % du marché mondial. La Chine compte parvenir à 80 GW de pompage-turbinage en 2027. En février 2024, la Chine disposait de 49 centrales de pompage-turbinage, et 27 autres sont en construction. Le chantier du projet Yalongjiang Daofu (2,1 GW), la centrale de pompage-turbinage la plus élevée (en altitude) au monde, a démarré dans le bassin de la rivière Yalong.
La Chine en avait 44 741 MW fin 2022, soit 25,6 % du total mondial, au 1er rang mondial devant le Japon (27 470 MW ; 15,7 %) et les États-Unis (22 008 MW ; 12,6 %). Les nouvelles installations de 2022 ont atteint 8,7 GW, soit 83 % du marché mondial. La National Energy Administration a publié ses plans de développement du pompage-turbinage, qui prévoient 62 GW en 2025 et 120 GW en 2030. La centrale de Fengning a été mise en service en 2022 ; c'est la plus grande centrale de pompage-turbinage du monde avec ses 3 600 MW. Ses équipements sont installés dans 190 cavernes ; c'est la première centrale chinoise équipée de turbines à vitesse variable et la première au monde reliée à un réseau flexible à courant continu et sa production annuelle de 6 600 GWh.
La Chine en avait 36 000 MW fin 2021, soit 21,8 % du total mondial, au 1er rang mondial devant le Japon (27 470 MW ; 16,7 %) et les États-Unis (21 912 MW ; 13,3 %) ; les deux premiers groupes (600 MW) de la centrale de Fengning ont été mises en service en 2020.
La Chine se classait fin 2020 au 1er rang mondial avec 19,7 % du total mondial, devant le Japon et les États-Unis ; les quatre premières unités (1 200 MW) de la centrale de Jixi 1 800 MW ont été mises en service en 2020.
Les 300 MW de centrales de pompage-turbinage mises en service dans le monde en 2019 l'ont été en Chine, où des retards expliquent cette baisse de rythme par rapport aux années précédentes.
La Chine disposait en 2018 de 29 990 MW de centrales de pompage-turbinage, soit 18,7 % du total mondial, au 1er rang mondial devant le Japon (27 637 MW ; 17,2 %) et les États-Unis (22 855 MW ; 14,3 %) ; sur les 1,9 GW de centrales de pompage-turbinage mises en service dans le monde en 2018, 1,5 GW l'ont été en Chine.
La Chine s'est fixé l'objectif de parvenir en 2020 à plus de 40 GW de pompage-turbinage afin de compenser l'intermittence des nombreuses centrales éoliennes et solaire en construction ; 60 GW sont en construction ou en développement et la National Energy Administration espère atteindre une puissance installée de 90 GW en 2025 et 150 GW d’ici 2050.
Les centrales mises en service en 2018 sont celle de Shenzhen (1 200 MW), première grande centrale de ce type construite dans une ville, et celle de Qiongzhong (600 MW). La construction des centrales de Fu Kang (1 200 MW), Jurong (1 800 MW) et Yongtai (1 200 MW) a commencé.
Les centrales mises en service en 2017 sont celle de Liyang (1 500 MW) et la première unité de Shenzhen (300 MW) ; State Grid Corporation of China a annoncé la construction de six autres projets d'une puissance totale de 8 400 MW qui seront pleinement opérationnels en 2026.
En 2016, trois nouvelles centrales de pompage-turbinage d'une puissance totale de 3,66 GW ont été mises en service : Xianju (1 500 MW), Hongping (1 200 MW) et Qingyuan (960 MW) ; de plus, les premières unités du projet de Liyang (1 500 MW) ont été connectées au réseau en août 2016 ; 30 GW supplémentaires étaient en développement fin 2016.
La Chine a largement dépassé l'objectif de son 12e plan quinquennal pour la puissance hydroélectrique totale, mais est en retard pour celle du pompage-turbinage : 23,06 GW contre un objectif de 41 GW. Ce retard s'explique en partie par la rémunération insuffisante des services de réseau par le marché ; le gouvernement a donc réformé les règles afin d'encourager le développement du pompage-turbinage : un tarif d'achat à deux composantes, spécifique au pompage-turbinage, a été créé : il reflète la valeur des services énergétiques auxiliaires rendus par le pompage-turbinage, en particulier son rôle dans la fourniture de puissance de réserve ; par ailleurs, les deux compagnies gestionnaires du réseau chinois, China State Grid et China Southern Grid, ont été chargées de construire et gérer les nouveaux projets de pompage-turbinage. Celui de Fengning en cours de construction dans la province du Hebei sera, lors de sa mise en service en 2021, le plus puissant du monde avec 3,6 GW ; en 2016 seront mis en service les projets de Tianchi (1,2 GW) et de Jixi (1,8 GW).
La Chine est le pays qui possède le plus grand nombre de centrales de pompage-turbinage de grande taille (1 000 MW et plus) : dix-sept centrales de 1 000 MW ou plus avec une puissance totale de 22 788 MW fin 2015, plus quatre centrales en construction, de puissance totale 8 100 MW (voir Liste de centrales de pompage-turbinage) :
| Nom                         | Province            | Mise en service | Capacité (MW) | Notes  |
| Fengning                    | Hebei               | 2021            | 3 600         | ,      |
| Huizhou                     | Guangdong           | 2011            | 2 448         | ,      |
| Guangzhou                   | Guangdong           | 2000            | 2 440         | [ 29 ] |
| Tianhuangping               | Zhejiang            | 2001            | 1 836         | ,      |
| Liyang                      | Jiangsu             | 2017            | 1 500         | [ 31 ] |
| Qingyuan                    | Guangdong           | 2015            | 1 280         | [ 32 ] |
| Bailianhe                   | Hubei               | 2009            | 1 224         | [ 29 ] |
| Hohhot                      | Mongolie-Intérieure | 2015            | 1 224         |        |
| Dandong Pushihe             | Liaoning            | 2012            | 1 200         | [ 29 ] |
| Heimifeng                   | Hunan               | 2010            | 1 200         | [ 29 ] |
| Baoquan                     | Henan               | 2011            | 1 200         | [ 33 ] |
| Hongping                    | Jiangxi             | 2014            | 1 200         | [ 34 ] |
| Xilongchi                   | Shanxi              | 2008            | 1 200         | [ 27 ] |
| Xianyou                     | Fujian              | 2013            | 1 200         | [ 29 ] |
| Tongbai                     | Zhejiang            | 2006            | 1 200         | [ 29 ] |
| Tai'an                      | Shandong            | 2007            | 1 020         | [ 29 ] |
| Yixing                      | Jiangsu             | 2008            | 1 020         | [ 29 ] |
| Xiangshuijian               | Anhui               | 2011            | 1 000         | [ 29 ] |
| Zhanghewan                  | Hebei               | 2009            | 1 000         | [ 27 ] |
| Centrales en construction : |                     |                 |               |        |
| Jixi                        | Anhui               | 2018            | 1 800         | [ 35 ] |
| Huanggou                    | Heilongjiang        | 2019            | 1 200         | [ 36 ] |

### Centrale hybride hydroélectrique-photovoltaïque
La centrale hybride hydroélectrique-photovoltaïque de Longyangxia, dans le Qinghai, associe une centrale hydroélectrique de 1 280 MW (4 turbines de 320 MW) mise en service en 1992 sur le fleuve Jaune, et une centrale photovoltaïque de 320 MW mise en service en 2013, couvrant une superficie de 9 km2, qui est connectée directement à l’une des turbines au moyen d’une ligne de transport de 330 kV. Comme il s’agit d’une des plus grandes centrales photovoltaïques solaires du monde, sans le contrepoids énergétique de la turbine hydroélectrique de Longyangxia, elle pourrait poser un grave problème pour la stabilité du réseau. La mise au point d’un système de contrôle
d’exploitation intégré pour les centrales photovoltaïque et hydroélectrique, qui permet en fait à la centrale photovoltaïque de fonctionner comme la cinquième turbine de Longyangxia, permet une compensation quasi immédiate entre les productions hydroélectrique et photovoltaïque. L’ajout du parc solaire améliore également
l’efficacité d’exploitation de la centrale hydroélectrique : la province de Qinghai est aride et l’eau est une ressource rare ; le réservoir de Longyangxia ne rejette l’eau qu’avec parcimonie ; avec l’ajout du parc solaire, la centrale hydroélectrique a pu accroître son efficacité économique et optimiser l’utilisation de sa capacité annuelle. Une phase 2 de construction de la centrale photovoltaïque a commencé en août 2014 et se terminera à la fin de 2015, portant sa capacité à 530 MW. En 2015, la phase 2 du parc solaire a été achevée, portant sa puissance à 850 MW.

## Transport
Le réseau électrique chinois, comme celui d'autres pays de dimensions continentales, doit affronter le problème de l'effet capacitif qui rend peu intéressant le transport d'électricité en courant alternatif sur des distances supérieures à 500 à 1 000 km ; en particulier pour transporter l'électricité produite à l'intérieur du pays par les grands barrages (barrage des Trois-Gorges par exemple) vers les régions côtières, principales zones de consommation du pays. D'où la construction de liaisons à courant continu en haute-tension (HVDC), semblables à celle de 1 480 km construite au Québec pour acheminer l'électricité produite par les barrages géants de la Baie James vers les villes du Québec et du Nord des États-Unis.
Parmi ces lignes, on peut citer : 
- la ligne de 2 071 km reliant le barrage de Xiangjiaba à Shanghai, inaugurée en 2011 avec une capacité de 6 400 MW ;
- la ligne de 1 286 km reliant le barrage de Xiluodu à Guangdong, inaugurée en 2013 avec une capacité de 6 400 MW ;
- les trois lignes reliant le barrage des Trois-Gorges à Guangdong et Huizhou (940 km, inaugurée en 2004, 3 000 MW), à Shanghai (900 km, inaugurée en 2006, 3 000 MW) et à Changzhou 860 km, inaugurée en 2003, 3 000 MW).

En 2018, la ligne UHVDC (800 kV) Yunnan Nord-ouest-Guangdong (5 000 MW) a été mise en service et la construction de la ligne Wudongde–Guangdong et Guangxi, première ligne UHVDC multi-terminal au monde, a été commencée.

## Activités internationales
La Chine promeut le développement régional de l'hydroélectricité en Eurasie et en Afrique à travers l'initiative One Belt, One Road. Le projet de Karot (720 MW) en développement au Pakistan est le premier projet financé par le Silk Road Fund dans le cadre de cette initiative. Ce fonds a été établi à la fin de 2014 avec un capital initial de quarante milliards de dollars. La compagnie d'État chinoise State Power Investment Corporation a acquis Pacific Hydro, qui possède et exploite des installations hydroélectriques et éoliennes en Australie, au Brésil et au Chili, pour environ trois milliards de dollars. State Grid Corporation of China a obtenu un contrat de construction et exploitation de la plus longue ligne de transport du Brésil (2 550 km), reliant le barrage de Belo Monte (11 200 MW) à Rio de Janeiro. La China Three Gorges Corporation a acquis les droits d'exploitation des centrales de Jupia (1 551 MW) et d'Ilha Solteira (3 444 MW) pour 3,7 milliards de dollars, devenant le second plus grand producteur privé d'électricité au Brésil.